# 中华人民共和国第八届少数民族传统体育运动会
中华人民共和国第八届全国少数民族传统体育运动会于2007年11月10日至18日在中国广州市举办。共有包括台湾少数民族代表团在内的34个体育代表团，6381名少数民族运动员参加15项竞赛和149项表演项目。